# Distretto di Giofra
Il distretto di Giofra, o di al-Jufrah (in arabo شعبية الجفرة) è uno dei 22 distretti della Libia. 
Si trova nella regione storica del Fezzan e il suo capoluogo è Hon.